# ヘンリー・フラッド

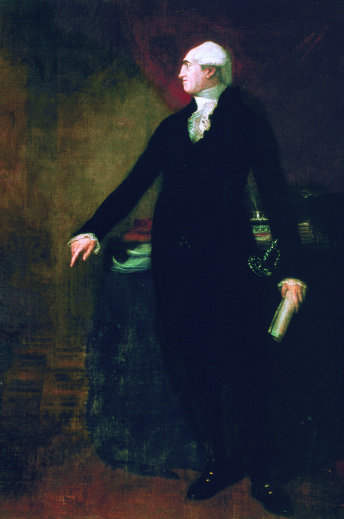
バーソロミュー・ストッカー（Bartholomew Stoker）による肖像画

ヘンリー・フラッド（英語: Henry Flood PC PC (Ire)、1732年 – 1791年12月1日）は、アイルランド王国の政治家。アイルランド王座裁判所主席裁判官ウォーデン・フラッドの庶子であり、ヘンリー・グラタンとともにアイルランド愛国党の指導者を務めた。アイルランド庶民院議員を30年ほど務めたほか、1780年代にはグレートブリテン庶民院議員も務めた。

## 生涯

### 初期の経歴
アイルランド王座裁判所主席裁判官ウォーデン・フラッドとイザベラ・ホワイトサイド（Isabella Whiteside）の庶子として、1732年に生まれた（両親は後に結婚している）。裕福な家族に生まれた上、影響力の大きいベレスフォード家の娘と結婚して多くの財産を手に入れたが、庶子だったため、父の遺産を一代限りでしか継承できず、のちに遺言状が無効になる理由となった。
1747年12月から1750年までダブリン大学トリニティ・カレッジで教育を受けたが、学位を修得しなかった。1750年12月1日にオックスフォード大学クライスト・チャーチに入学、1752年12月12日にM.A.の学位を修得した。オックスフォード大学ではウィリアム・マーカム（のちのヨーク大主教）の指導を受けた。また、1751年1月19日にインナー・テンプルに入学したが、弁護士業を開業することはなかった。

### 政界入り
1759年にアイルランドに帰国してキルケニー・カウンティ選挙区選出のアイルランド庶民院議員に当選した。この補欠選挙で当選できた理由は有力な対立候補の不在と、父の選挙活動が成功を収めたことが挙げられる。1度目の議員期では父に従って政府を支持し、議会で発言することはなかった。
翌年に国王ジョージ2世が死去すると解散総選挙になり、フラッドはキルケニー・カウンティ選挙区で落選したが、カラン選挙区の候補者ジェームズ・エイガーの当選無効が宣告されると、1762年1月の補欠選挙で当選した。カラン選挙区はそれまでフラッド家が掌握していたが、この選挙を皮切りに、選挙区の掌握をめぐりエイガーと度々争うことになり、決着がつくのは1770年代初のこととなる。
この時代、アイルランド庶民院は憲法上グレートブリテン枢密院の下にあり、独立した立法権がなく、官僚の任命もロンドン政府に掌握されていた。また、アイルランド庶民院には国政政党といえる組織がなく、政府に反対するという意味の「野党」も数年前にようやく成立した程度だった。フラッドは議員就任してすぐは父に従い政府を支持したが、1762年に結婚した後、妻の家族であるベレスフォード家と手を組まず、独自路線の野党活動を行った。同1762年に野党の一員として処女演説を行い、演説自体は現存しないが、1763年から1764年まで議会で行った演説は広く賞賛され、野党の指導者としてエドマンド・セクストン・ペリーより優れているとする評価すらあった。ただし、『オックスフォード英国人名事典』はこの評価を「早すぎる」（premature）としている。
フラッドの主張した改革は議会会期の短縮（この時代、アイルランド議会の会期は君主の死に伴う解散総選挙以外は特に定められていなかった）、アイルランドに重くのしかかっている年金支払いの軽減、アイルランド民兵隊の設立、アイルランド議会の独立立法権の承認という4点だったが、これらの主張はそれまでいずれも議会か枢密院で否決されている。そのためか、1760年に即位したジョージ3世の治世初期のアイルランド政界には大きな事件がなく、フラッドは1767年にはグレートブリテン庶民院議員への選出を求めたが失敗に終わっている。
この時代のアイルランドにおいて、野党にあたるアイルランド愛国党の成員は一般的には「信念を持つ、能弁、政府に反対する」（principled, vocal, and in opposition）の特徴があり、フラッドも当時はそのように評されていたが、フラッドは野党の立場では自身の主張する改革を達成できないと考え、イギリスの大ピットと同じく改革を推進するための権力を欲した。1766年に大ピットがイギリス首相に就任、第2代ブリストル伯爵ジョージ・ハーヴィーがアイルランド総督に任命されると、フラッドは政府による改革に期待を寄せた。1767年1月7日にはバースで大ピットに会い、七年議会法、人身保護法、アイルランドの司法独立、年金制度改革を政府支持の条件として出したが、大ピットは回答を避けた。

### タウンゼンド子爵との闘争
1767年10月、第4代タウンゼンド子爵ジョージ・タウンゼンドがアイルランド総督に就任した。アイルランド総督の代替わりに伴い政府の態度が変わり、人気取りの一環として八年議会法（Octennial Act、議会の会期を最大8年に制限する法）の可決を許した。これにより、総選挙の回数が増え、アイルランド庶民院の構成がある程度世論を反映するようになった。フラッドの主張は七年議会法であり、グレートブリテン枢密院が法案を7年から8年に変更したが、フラッドは不満を感じつつも法案を可決させた。一方、それまで選挙区を掌握していた支配層は脅威を感じ、以前は敵対したフラッドに一時的に接近するようになり、1768年にロンドン政府がアイルランド議会の憲法上の地位（グレートブリテン枢密院の下という従属的な地位）を再確認しようとしたときはそれを拒否した。同1768年にはフラッドがフィラデルファス（Philadelphus）という筆名でタウンゼンド子爵とアイルランド政治に関する風刺文を著し、『フリーマンズ・ジャーナル』（Freeman's Journal）で出版させた。
グレートブリテン枢密院が決定した八年議会法案では次の総選挙を1768年に定めており、フラッドはカラン選挙区でエイガーとの苦しい戦いを強いられた。そして、1768年5月の総選挙において、フラッドはカラン選挙区とロングフォード・バラ選挙区で当選したが、引き続きカラン選挙区の代表として続投した。カラン選挙区ではいとこのジョン・フラッド（John Flood）とともに当選したが、エイガーを激怒させた。フラッドとエイガーは1765年にも一度決闘しており、エイガーはフラッドを挑発して再度決闘に持ち込んだ。2人は1769年9月にキルケニー県ダンモア（Dunmore）で決闘を行い、フラッドがエイガーを射殺した。その後、同年11月にはフラッドのアイルランド庶民院における議席が確定した。フラッドの決闘中の行動は非の打ち所がなく、1770年4月に下された判決では正当防衛による殺人と認定されたが、裁判にかけられた結果、タウンゼンド子爵はフラッドへの官職任命を延期させるを得なかった。
一方、アイルランド庶民院では1769年2月に開会した後、グレートブリテン枢密院から送られてきた金銭法案が「アイルランド議会で提出された法案ではない」という理由で否決された。ロンドン政府は1769年12月26日に突如アイルランド議会を閉会して、14か月間かけて大々的に買収を行うことで対応しようとしたが、フラッドは議会閉会を政府の横暴だとして支持できず、野党に回ったうえでタウンゼンド子爵の召還を目指すようになった。1771年2月に議会が開会すると、またしても金銭法案がフラッドの動議により否決され、タウンゼンド子爵は翌年にロンドンに召還された。フラッド、ハーキュリーズ・ラングリッシュ、ヘンリー・グラタンらによる、この時期の政治に関する文章は後に『バラタリアナ』（Baratariana）として出版された。議会闘争でアイルランド総督を撃退したことにより、フラッドは大きな名声を得た。

### 与党の一員として
タウンゼンド子爵の後任である初代ハーコート伯爵サイモン・ハーコートはより自由主義的な政策を採用した。フラッドはオックスフォード大学時代の指導教員マーカムを通じてハーコート伯爵に好意を示し、ハーコート伯爵とアイルランド主席政務官のジョン・ブラキエールはフラッドに庶民院における指導者の地位とそれに相応しい官職を与えられればフラッドの支持を得られると感じた。アイルランド財務大臣が適任だと考えられたが、現職のウィリアム・ジェラード・ハミルトンが辞任を拒否したため、フラッドに与えられる官職がなかった。そのため、フラッドは1773年から1774年まで庶民院で政府を代弁せず、是々非々の態度をとった。たとえば、不在地主（absentee landlord）への課税案を支持したが、この法案は結局否決された。
ハーコート伯爵は野党の大反発を防ぐにはなんとしてもフラッドの歓心を買わなければならないと考えてフラッドと交渉を重ね、ついには1775年10月にアイルランド副大蔵卿（毎年3,500ポンドの収入が得られる閑職）への就任を同意させることに成功した（同時にグレートブリテン枢密院とアイルランド枢密院の枢密顧問官に任命された）。国王ジョージ3世と首相ノース卿は反対したが、結局ハーコート伯爵とブラキエールの説得を受け入れた。フラッドとハーコートの合意には将来の昇進、カラン選挙区やキルケニー・カウンティ選挙区における政府からの支持、将来のグレートブリテン枢密顧問官への任命といった内容が盛り込まれており、『オックスフォード英国人名事典』は「1人の支持を得るには法外な値段」（an exorbitant price to pay for the support of one man）と評したが、ハーコート伯爵のフラッドに対する高評価を反映した代償でもあった。ちょうど1775年から1776年にかけてアメリカ独立戦争におけるイギリス軍に兵士4,000人を派遣する法案など難しい案件が相次いだ時期であり、フラッドが与党に回ったことで野党の士気が大きく下がり、政府の一助となった。しかし、フラッドの与党入りは政府が愛国党の政策を支持することを意味せず、また官職就任がフラッドの性に合わなかったため、この時期の議会活動は精彩に欠けた。
1776年の総選挙において、カラン選挙区で一度当選したが、1777年11月に審議された選挙申立の結果、当選無効を宣告され、フラッドはエニスキレン選挙区の議席を購入して、補欠選挙で当選するという形で議席を取り戻した。この総選挙において、政府はフラッドへの支持という約束を果たさなかった。ハーコート伯爵の後任となった第2代バッキンガムシャー伯爵ジョン・ホバートはフラッドを無条件に支持するわけではないことを示すために、フラッドがキルケニー県長官に指名した人物を拒否したが、『アイルランド人名事典』はこのような「粗野な手段」（crude tactics）がフラッドに受け入れられないと評した。
このような状況のなか、1770年代末から1780年代初にかけてのフラッドは与党にも野党にも与せず、結果的に影響力を失い、アイルランド愛国党の指導者という地位はヘンリー・グラタンに譲ることとなった。フラッドは首相ノース卿の対アメリカ政策を支持したことで人気を落とし、特にフラッドの在任中にアイルランドからの輸出が2年間禁止されたことと、アイルランド兵4,000人がアメリカ独立戦争に派遣されたことが不人気であった。
1778年にフランスがアメリカ側で参戦したことがフラッドにとっての転機となった。フランスの参戦により、アイルランドはフランスからの侵攻という脅威に晒されることになり、しかもイギリス本国は守備軍を提供できなかったため、アイルランドの守備はアイルランド義勇兵に頼ることとなった。アイルランド義勇兵には数週間で4万人以上が集まり、フラッドも大佐として義勇兵に参加した。
アイルランド義勇兵は最初は本土防衛のみを目的としたが、やがて貿易制限の撤廃を要求するようになり、フラッドも1779年に議会で演説して植民地との自由貿易を支持した。植民地との自由貿易は同年中に達成されたが、フラッドの演説は政府の立場に反するものであり、バッキンガムシャー伯爵はフラッドを解任しようとした。ちょうど首相ノース卿がバッキンガムシャー伯爵を解任しようとしたため、フラッドは一旦留任したが、結局バッキンガムシャー伯爵の後任である第5代カーライル伯爵フレデリック・ハワードの要求によりフラッドは1781年11月に副大蔵卿とグレートブリテン枢密顧問官を罷免された。

### 人気の絶頂と凋落
野党に戻ったフラッドだったが、野党の主導権を握ったグラタン、バリー・イェルヴァートン、ウォルター・ハッシー・バーはフラッドを歓迎しなかった。ポイニングス法廃止法案を支持する演説で「この議題を20年間も研究した後、議題がわたしの手元から奪われた」とぐちを漏らした。これに対し、廃止法案を提出したイェルヴァートンはフラッドの与党入りを離婚に例え、「結婚し、一緒に住んでいる夫婦の場合、妻を夫から奪うことは犯罪である。しかし、夫が妻と別居し、妻を7年間も見捨てた場合、ほかの人は妻を連れていって保護することができる」と反論した。
フラッドは愛国党の指導者から冷たくあしらわれたことを意に介さず、1781年から1782年にかけての冬に議会でポイニングス法、宣言法、暴動法（Mutiny Act）などアイルランドの憲法に関連する問題について頻繁に演説した。フラッドが提出した解決策は愛国党主流派が支持する政策より急進的であり、アイルランド義勇兵など世論の支持を勝ち得た。そのため、フラッドの友人である初代チャールモント伯爵ジェームズ・コールフィールドはフラッドと愛国党主流派の和解を目指し、1782年2月に一旦成功を収め、フラッドはアイルランド議会の立法権をめぐるグラタンの動議を支持した。
しかし、第2次ロッキンガム侯爵内閣が成立すると、権利放棄法をめぐる論争でグラタンと決裂した。フラッドはポイニングス法の廃止では採決で敗れ、愛国党主流派の案が採用されたが、権利放棄法をめぐる論争ではフラッドの主張が世論に受け入れられ、1782年末にはフラッドの人気がグラタンを上回るほどになった。また、アイルランド総督ポートランド公爵（カーライル伯爵の後任）がフラッドを再び枢密顧問官に任命するという誤報が届いたとき、フラッドは即座に就任を拒否した。
総選挙の後の1783年10月、人気が下落したグラタンは議会でフラッドを激しく批判して、フラッドの影響力を減らそうとしたが、フラッド自身の弁護で失敗に終わった。フラッドはさらにグラタンに決闘を申し込んだが、決闘は当局の介入で阻止された。この時期のフラッドは議会改革に取り組んでおり、1783年11月と1784年3月の2度にわたって議会改革法案を提出したがいずれも否決されている。1783年11月の提出にあたって事前に義勇兵団体（Volunteer Corporation）と相談していたが、アイルランド議会はこれを外圧と考えて抵抗、結局義勇兵団体は解散に追い込まれた。
1783年10月、第3代シャンドス公爵ジェイムズ・ブリッジスから購入した形でウィンチェスター選挙区の議席を得て、グレートブリテン庶民院議員に就任した。フラッドは1783年12月8日の処女演説でチャールズ・ジェームズ・フォックスの東インド法案に反対したが、ホイッグ党にもトーリー党にもつかない立場であり、また両党の議員から演説を酷評された。1784年イギリス総選挙でウィンチェスター選挙区の議席を失ったが、1785年3月にシーフォード選挙区の補欠選挙に出馬、選挙無効と申し立てを経て1786年4月に当選が宣告された。その後、1787年2月にフランスとの通商条約に反対し、1790年3月に議会改革法案を提出した。この改革法案はフォックスとエドマンド・バークから賞賛され、フラッドが名誉をある程度挽回する形となったが、フラッドはこの時期にはすでに「過去の人」（yesterday's man）とみられるようになった。改革法案自体も首相小ピットから支持されず、結局休会動議が可決された。

### 死去
1790年イギリス総選挙ではグレートブリテンでもアイルランドでも議席が得られず、フラッドはキルケニー県ファームリー（Farmley）にある邸宅に引退した。以降そこで余生を送り、1791年12月2日に死去した。
遺言状で地所の大半をダブリン大学トリニティ・カレッジに寄付しようとしたが、庶子だったため父から継承した遺産が一代限りの継承であり、裁判所は遺言状を無効とする判決を下し、フラッドの遺産はいとこジョンが継承した。

## 評価
ピーター・バーロウズなど同時代の人物は総じてフラッドの能力を高く評価したが、ブリタニカ百科事典第11版はフラッドの演説者としての能力がヘンリー・グラタンより下と評している。グラタンはフラッドと決裂した後もフラッドを尊敬しており、ジェレミー・ベンサムはグラタンなどアイルランド愛国党の議員が義勇兵団体の維持をめぐってフラッドを支持していたら、フラッドの議会改革法案の結果も変わっただろうという意見をもった。
『アイルランド人名事典』ではフラッドがグラタンと比べられがちであり、グラタンの評価が高じた時期にはフラッドの評価が低下したとしている。同事典は18世紀後半の愛国主義政治を形成した政治家として、他人との比較ではなくフラッド自身が注目に値すると評した。オックスフォード大学在学中に古典文学を英語に訳したが、死後に残された文書集とともに燃やされて失った。『オックスフォード英国人名事典』ではアイルランドのプロテスタント愛国主義における力強い声の1つ（one of the most powerful voices of eighteenth-century Irish protestant patriotism）と評した。

## 家族
1762年4月13日、フランシス・マリア・ベレスフォード（Frances Maria Beresford、1731年 – 1815年、初代ティロン伯爵マーカス・ベレスフォードの娘）と結婚した。2人の間に子供はいなかった。